# Сито деле Кверче (Варезе)
Сито деле Кверче је насеље у Италији у округу Варезе, региону Ломбардија.
Према процени из 2011. у насељу је живело 14 становника. Насеље се налази на надморској висини од 289 м.